# ピエール＝マーシャル・シボー
ピエール＝マーシャル・シボー（Pierre-Martial Cibot、中国名: 韓國英、1727年8月14日 - 1780年8月8日）は、フランスのイエズス会宣教師である。ジョゼフ＝マリー・アミオらとともに、清の乾隆帝の宮廷に仕えた。中国の歴史や植物に関する著作を残した。

## 略歴
オート＝ヴィエンヌ県のリモージュで生まれた。各地のイエズス会の神学校で哲学、神学を学び、1756年に叙階された。中国への宣教を希望し、1758年3月に出発し、南米やインド洋の島を経由した艦隊の軍艦を乗り継いで、1759年7月末にマカオに到着し、1760年6月に北京でイエズス会の宣教師たちと合流した。シボーは機械時計の技術や、造園の計画などで働いた。1773年に教皇クレメンス14世によってイエズス会が禁止された後も、乾隆帝の宮廷で仕事を続け、北京で没した。
著作、"Mémoires concernant l'histoire, les sciences les arts, les moeurs, les usages, etc., des Chinois: par les missionaires de Pékin" (Paris, 1776–89, 16 vols.)に多くの、中国の歴史や文学に関する見聞をヨーロッパに伝えた。「古代中国論」（"Essai sur l'antiquité des Chinois"）では、中華帝国の始まりを伝説の時代の堯に始まると主張し、アミオによって否定された。
中国の植物や鉱物、動物に関して 標本を収集し、「中国の低木の報告」"Notices de quelques plantes arbrisseaux de la Chine"や「フランス導入が有益な中国の植物」’（ "Observations sur les plantes, les fleurs, et les arbres de Chine qu'il est possible et utile de se procurer en France"）や、"Notice sur le borax"、 "Mémoire sur les chevaux"  "Notice sur l'hirondelle, sur le cerf et sur la cigale"などの著作を残した。